# Col de Ferret
El col de Ferret es un paso alpino que conecta el Val Ferret italiano con el Val Ferret suizo, desde Courmayeur (Valle de Aosta) hasta Orsières (cantón de Valais).

## Geografía y acceso

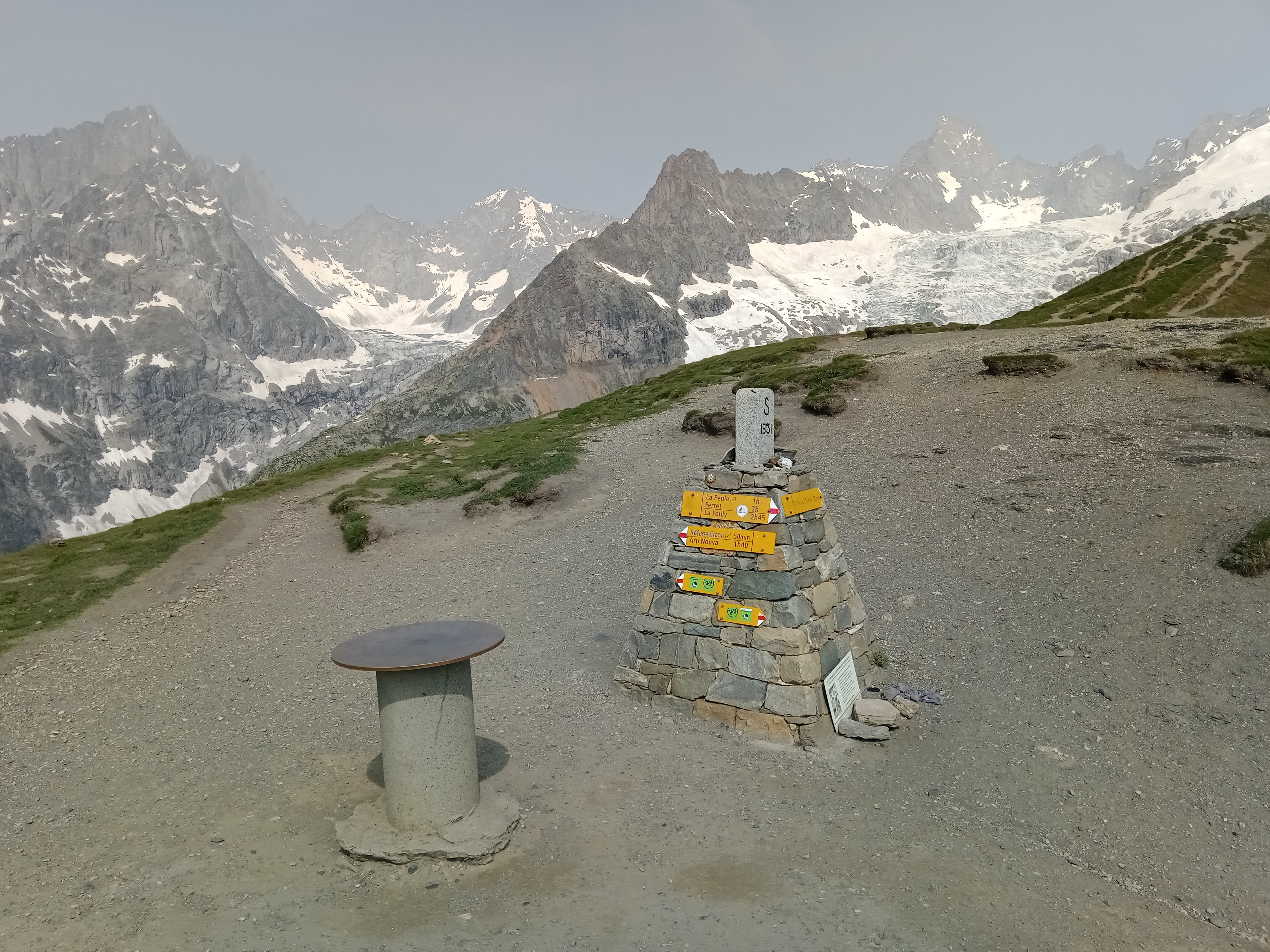
Terminal en el Grand Col Ferret, Courmayeur y Orsieres, Valle de Aosta y Valais, Italia y Suiza

El topónimo col Ferret indica comúnmente el Grand col Ferret (2536 metros  ), la etapa más alta del Tour du Mont-Blanc, muy popular por su fácil acceso desde ambos lados. En particular, la subida del lado italiano se ve favorecida por el refugio Elena. En el lado suizo, la salida es desde Ferret (1.705 metros), donde se puede llegar en autobús postal o, en coche, unos 50 metros más arriba. A la derecha del camino se desciende ligeramente, luego se sigue un camino de tierra, que sube hasta el edificio de Alp La Peula (2.072 metros), y finalmente un camino más estrecho pero fácil hasta el col. Con buen tiempo, ofrece un panorama del Monte Dolent y su glaciar, así como de los Grandes Jorasses.
Al norte de este paso se encuentra el Petit col Ferret (2486 mètres ), importante porque marca la división entre los Alpes occidentales (los Alpes grayos) y los Alpes centrales (los Alpes Peninos). También separa el macizo del Mont-Blanc del grupo Gran Golliaz. El acceso a este paso es menos fácil por la mayor inclinación del terreno. En el Val Ferret italiano se encuentra el vivac Fiorio que sirve a la cuenca del glaciar Pré de Bar.
Los dos pasos están separados por la Tête de Ferret (2713 mètres ).